# Mucari
Mucari (zuvor Caculama) ist eine Kleinstadt und ein Landkreis in Angola.

## Verwaltung
Mucari ist Sitz eines gleichnamigen Landkreises (Município) in der Provinz Malanje. Der Kreis hat etwa 42.000 Einwohner (Schätzung 2013). Die Volkszählung 2014 soll fortan gesicherte Bevölkerungsdaten liefern.
Der Kreis Mucari setzt sich aus vier Gemeinden (Comunas) zusammen:
- Catala
- Caxinga
- Mucari (früher Caculama)
- Muquixi